# Stillingia saxatilis
Stillingia saxatilis är en törelväxtart som beskrevs av Johannes Müller Argoviensis. Stillingia saxatilis ingår i släktet Stillingia och familjen törelväxter. Inga underarter finns listade i Catalogue of Life.